# Kleinsendelbach
Kleinsendelbach er en kommune i Landkreis Forchheim i Regierungsbezirk Oberfranken i den tyske delstat Bayern. Den er en del af Verwaltungsgemeinschaft Dormitz.

## Geografi
Kommunen ligger cirka 15 kilometer øst for Erlangen og omkring 15 kilometer nord for Nürnberg i dalen til floden Schwabach. Det er den sydligste landsby i Oberfranken.
Nabokommuner er (med uret fra nord):

Neunkirchen am Brand, Igensdorf, Eckental, Kalchreuth, Dormitz

### Inddeling
Til Kleinsendelbach hører landsbyerne Steinbach og Schellenberg og bebyggelserne Schleinhof og Neubau.